# العشاش
العشاش قرية سعودية، تقع في الجزء الشمالي من محافظة خيبر التابعة لإمارة منطقة المدينة المنورة. تبعد عن خيبر (50كم). وتبلغ مساحتها(7,491كم2)، وعدد سكانها (15675) نسمة.